# Mistrovství světa v cyklokrosu 1957
8. Mistrovství světa v cyklokrosu se konalo 24. února 1957 v Edelare v části města Oudenaarde v Belgii. Závodu se účastnilo
39 závodníků, ale do cíle jich dojelo jen 32. Trať závodu byla dlouhá 21. 500 km.

## Přehled
| Poř.             | Jméno                 | Čas             |
| Zlatá medaile    | André Dufraisse       | 1 h 17 min 53 s |
| Stříbrná medaile | Firmin Van Kerrebroek | + 1 min 11 s    |
| Bronzová medaile | Georges Meunier       | + 2 min 04 s    |
| 4                | Graziano Pertusi      | + 2 min 54 s    |
| 5                | René De Rey           | + 3 min 58 s    |
| 6                | Albert Meier          | + 4 min 25 s    |
| 7                | Rolf Wolfshohl        | + 4 min 48 s    |
| 8                | Pierre Jodet          | + 4 min 56 s    |
| 9                | Jengy Schmit          | + 5 min 14 s    |
| 10               | Roger De Clercq       | + 5 min 19 s    |
| 11               | Robert Aubry          | + 6 min 19 s    |
| 12               | Mario Rossi           | + 6 min 32 s    |
| 13               | Italo Guerciotti      | + 7 min 27 s    |
| 14               | Günther Oldeburg      |                 |
| 15               | Romano Ferri          | + 7 min 42 s    |
| 16               | Marcel Erdin          |                 |
| 17               | Facundo Zabaleta      | + 8 min 49 s    |
| 18               | Marco Thewes          | + 9 min 09 s    |
| 19               | H. Dahlborn           | + 9 min 22 s    |
| 20               | José Michelena        | + 10 min 09 s   |
| 21               | Manus Brinkman        | + 10 min 22s    |
| 22               | Ray Kramp             | +10min 32 s     |
| 23               | Siegfried Wustrow     | + 10 min 36 s   |
| 24               | Hans Kubicki          | + 11 min 47 s   |
| 25               | Luis Otano            | + 12 min 56 s   |
| 26               | Norbert Psarski       | + 14 min 25 s   |
| 27               | Heinz Ruffenach       |                 |
| 28               | Johny Goedert         | + 16 min 52 s   |
| 29               | Karl Ivar Andersen    | + 17 min 02 s   |
| 30               | Louis Aranyi          |                 |
| 31               | Ewald Brütsch         | + 18 min 05 s   |
| 32               | Hanrueli Dubach       | + 20 min 09 s   |
|                  | Felipe Alberdi        | nedokončil      |
|                  | Janos Devai           | nedokončil      |
|                  | Mike Snijder          | nedokončil      |
|                  | G. Bestebreurtje      | nedokončil      |
|                  | Gunther Debusmann     | nedokončil      |
|                  | Gunther Grunewald     | nedokončil      |
|                  | Georges Furnière      | nedokončil      |